# أمازا لي ميريديث
أمازا لي ميريديث (14 أغسطس 1895 - 1984) كانت مهندسة معمارية ومعلمة وفنانة أمريكية. لم تستطع العمل في مهنتها في الهندسة المعمارية بسبب «عرقها وجنسها»، أي لكونها امرأة أمريكية من أصل أفريقي، وعملت بدايةً مدرّسة للفنون في جامعة فرجينيا الحكومية (ثم كلية فرجينيا الحكومية/معهد فرجينيا للمعلمين والصناعيين) حيث أسست قسم الفنون. اشتهرت بمقر إقامتها، أزوريست ساوث، حيث أقامت هي وشريكتها الدكتورة إدنا ميد كولسون. بالإضافة إلى ذلك، شاركت في تأسيس أزوريست سنديكيت، وهي وجهة لقضاء العطلات للأمريكيين ذوي البشرة الداكنة من الطبقة الوسطى في ساغ هاربور، نيويورك. بصفتها امرأة ذات بشرة داكنة متعلمة، تعد ميريديث مثالًا نادرًا على الامرأة ذات البشرة الداكنة المستقلة ماليًا واجتماعيًا تعيش في زمن قوانين جيم كرو للعزل العنصري.

## حياتها المبكرة وأسرتها
ولدت ميريديث في لينشبرغ، فرجينيا وهي ابنة صموئيل بيتر ميريديث وإيما بينك كيني. كان لديها أختان وأخ. حافظت ميريديث على علاقة جيدة مع أختها الكبرى مود طوال حياتهما. كان والد أمازا صموئيل نجارًا، وكانت والدتها إيما خياطة. كان والدها ذا بشرة بيضاء ووالدتها ذات بشرة داكنة. كان والداها ممنوعين عن الزواج في ولاية فرجينيا بموجب قوانين مكافحة تمازج الأجناس. ذكرت شهادة ميلاد أمازا لي ميريديث أنها ابنة إيما كيني، مع استبعاد اسم الأب. مع ذلك، اهتم صموئيل ميريديث بأسرته وبنى لهم منزلًا انتقل إليه أيضًا بعد بضع سنوات. بالإضافة إلى ذلك، قدم لهم الدعم ماديًا. في النهاية، سافر والداها إلى واشنطن العاصمة في عربات قطار مفصولة بحسب العرق للزواج وانتقلا أخيرًا للعيش معًا بعدها. بعد ذلك بوقت قصير، بدأ والدها يخسر في عمله نتيجة زواجه المثير للجدل وسرعان ما أصبح مديونًا. انتحر عام 1915. رغم الحياة الأسرية الصعبة ضمن عائلة متعددة الأعراق، كان للوالدين تأثير كبير على ميريديث. علمها والدها النجار كيفية رسم المخططات وبناء النماذج. غرس فيها الرغبة في أن تصبح مهندسة معمارية. كانت والدتها، التي عملت خياطة قبل أن تنجب أطفالها، ترى أن التعليم هو السلاح ضد الرأي العام العنصري. كانت والدة أمازا نفسها ذات تأهيل علمي عالٍ نسبيًا. كانت امرأة مؤثرة وناشطة وعملت على بناء شبكة دعم محلية في الكنيسة المعمدانية في الشارع 8 في لينشبرغ، والتي كانت مركزًا للأنشطة النسائية السياسية والاجتماعية. أيدت تعليم أطفالها بإرسالهم إلى الكلية. هناك، التقت أمازا لي ميريديث برفيقتها المستقبلية، الدكتورة إدنا ميد كولسون، التي تبادلت معها مراسلات خلال فترة دراستها المهنية بأكملها وانتقلت لاحقًا إلى منزلهما المشترك «أزوريست ساوث». رغم أنه ليس من الواضح تمامًا (وليس من المحتمل جدًا نظرًا للزمن الذي عاشتا فيه) ما إذا كانتا في علاقة مثلية علنية، لكن، يمكن القول إن علاقتهما كانت مليئة بالالتزام والمحبة. كانت ميريديث وكولسون عضوين فخريتين في كنيسة غيلفيلد المعمدانية. عاشتا معًا حتى وفاة ميريديث في عام 1984 ودُفنتا بالقرب من بعضهما في بطرسبرغ، فرجينيا، في مقبرة إيستفيو. بشكل عام، حافظت أمازا لي ميريديث على أسلوب حياة حديث يتميز بالاكتفاء الذاتي رغم الحواجز الاجتماعية التي واجهتها.

## تعليمها
بدأت رحلة أمازا لي ميريديث الدراسية بحضورها مدارس لينشبرغ الابتدائية العامة. بعد ذلك، التحقت بمدرسة جاكسون الثانوية (التي هُدمت في عام 1970). حتى بعد فجعها بفقدان والدها، تخرجت في نفس العام الأولى على صفها، عام 1915. التحقت بمعهد فرجينيا للمعلمين والصناعيين (جامعة فرجينيا الحكومية حاليًا) عازمةً على الحصول على أوراق اعتمادها التعليمية. في عامها الأول، قابلت الدكتورة إدنا ميد كولسون التي كان لها تأثير على تعليم ميريديث من خلال دعمها بالنصائح والتوصية بالأدب التربوي. حصلت ميريديث أخيرًا على «شهادة المدرسة الصيفية المهنية» للمعلمين. أصبحت حينها قادرة على التدريس في المدرسة الابتدائية، وحصلت على أول وظيفة تدريس لها وعادت إلى بطرسبرغ في عام 1922 للحصول على شهادة في التدريس. كانت هذه المرة الطالبة المتفوقة في فصلها في معهد فرجينيا للمعلمين والصناعيين. في عام 1926، انتقلت إلى مدينة نيويورك، حيث عاشت مع أختها في نورث هارلم. التحقت بكلية المعلمين في جامعة كولومبيا لدراسة الفنون الجميلة والتذوق الفني وحصلت على درجة البكالوريوس في عام 1930. من بين أمور أخرى، أخذت دروسًا في التصميم الداخلي والديكور المنزلي وحضرت محاضرات ومناقشات وحصصًا عملية وذهبت في رحلات إلى المتاحف، الأمر الذي أطّر فهمها لنهج التصميم الحديث. خلال هذا الوقت، كانت أيضًا على اتصال مع حركة نيغرو الجديدة وانضمت إليها لتصبح امرأة شابة ذات بشرة داكنة متعلمة تعارض الصور النمطية الموجودة. بالإضافة إلى ذلك، صنفت نفسها عضو في العشر الموهوب، المصطلح الذي وضعه دبليو. إي. بي دو بويز لوصف مجموعة من الأمريكيين ذوي البشرة الداكنة الملمّين ثقافيًا واجتماعيًا وعلميًا والذين كانوا بمثابة وسيط بين ذوي البشرة الداكنة والمؤهلات العلمية المتدنية ومجتمع ذوي البشرة البيضاء. عادت إلى نيويورك للحصول على درجة الماجستير من جامعة كولومبيا عام 1934.

## حياتها المهنية

### مهنتها في التعليم
بعد أن أكملت «شهادة المدرسة الصيفية»، بدأت ميريديث التعليم في مدرسة فصل واحد في مقاطعة بوتيتورت، فرجينيا، اسمها إنديان روك. أمضت عامين في قرية في فرجينيا الغربية رغم أنها وجدت الظروف سيئة للغاية وأن مجتمع ذوي البشرة الداكنة «مجرد من ملكيته ومحروم من حقوقه وراضٍ عن وضعه». هناك، بنت مؤسسة رابطة الآباء والمعلمين، التي عملت بالاشتراك مع منظمة جمعية النيغرو في فرجينيا وكان الهدف منها تحسين وضع المدارس. عادت إلى لينشبرغ ودرّست في مدرسة ابتدائية، قبل أن تعود إلى الكلية. بعد تخرجها في عام 1922، درّست الرياضيات في مدرسة دنبار الثانوية في مقاطعة بوتيتورت لمدة ست سنوات. بعد حصولها على درجة البكالوريوس، عادت إلى ولاية فرجينيا حيث تعينت من قبل رئيس معهد فرجينيا للمعلمين والصناعيين مدرّسةً للفن. في عام 1935، بعد عودتها إلى فرجينيا بدرجة الماجستير، أسست قسم الفنون في جامعة فرجينيا الحكومية وأصبحت رئيسة القسم، وبقيت حتى تقاعدها في عام 1958. استندت خطط ميريديث لتدريس الفن على تصميم الرسوميات والفنون الجميلة ومبادئ العمارة. بالإضافة إلى ذلك، نجحت في إنشاء منحتين دراسيتين للفنون وكانت جزءًا نشطًا من جمعية الخريجين.

### مهنتها في الهندسة المعمارية
كان كل من التزام ميريديث تجاه عائلتها وأصدقائها والنهوض بالعدالة الثقافية لذوي البشرة الداكنة عناصر توجيهية لها طوال حياتها المهنية. تلقت ميريديث أول منحة أرض للعلماء الأمريكيين الأفارقة من فرجينيا. رغم أن أمازا لم تكن مهندسة معمارية مسجلة، كانت إحدى عدد قليل من المهندسين المعماريين من ذوي البشرة الداكنة والممارسين لمهنتهم في ذلك الوقت، وإحدى عدد قليل من المعماريات ذوي البشرة الداكنة في البلاد. (على أساس تعداد الولايات المتحدة لعام 1910، تم توظيف 59 مهندسًا معماريًا و47 رسامًا من ذوي البشرة الداكنة فقط). رغم أن معظم أعمال ميريديث التاريخية قد ضاعت، تواصل جامعة فرجينيا الحكومية تكريم إنجازاتها الشهيرة. لم يُعرف العدد الدقيق لأعمال أمازا، لكن، نُسبت إليها تصاميم معمارية لمنازل في فرجينيا وتكساس ونيويورك. كان أبرز هذه التصاميم قصرين في أزوريست نورث. رغم عدم حصولها على تدريب رسمي في الهندسة المعمارية، صممت ميريديث العديد من المنازل لعائلتها وأصدقائها في فرجينيا ونيويورك وتكساس. كان أول مبنى لها هو أزوريست ساوث، والذي انتهى بناؤه في عام 1939 وصممته ميريديث بالكامل على الطراز الدولي. انتقلت مع شريكتها، كولسون، للعيش معًا بعد اكتماله وكان موقع إقامتهما الأساسي لبقية حياتهما. يُظهر أزوريست ساوث انبهارها بالتصميم الرائد، وإلمامها بالمواد الحديثة وتفاصيل البناء، وشجاعتها في التعبير عن الأفكار غير التقليدية في مواجهة الرأي العام تجاه أول كلية منح الأراضي في الولاية للأمريكيين الأفارقة.